# Chrysotus badius
Chrysotus badius är en tvåvingeart som beskrevs av Van Duzee 1932. Chrysotus badius ingår i släktet Chrysotus och familjen styltflugor. Inga underarter finns listade i Catalogue of Life.